# Ватченко, Алексей Федосеевич
Алексе́й Федосе́евич Ва́тченко (укр. Олексій Федосійович Ватченко; 12 (25) февраля 1914, с. Елизавето-Каменец, Каменская волость, Новомосковский уезд, Екатеринославская губерния, Российская империя — 22 ноября 1984, Киев, Украинская ССР, СССР) — советский украинский партийный и государственный. Председатель президиума Верховного совета Украинской ССР (1976—1984). Герой Социалистического Труда (1973).

## Биография
Родился 12 (25) февраля 1914в селе Елизавето-Каменец Каменской волости Новомосковского уезда Екатеринославской губернии Российской империи (ныне часть города Днепр Днепропетровской область Украины), в крестьянской семье. В 1938 году окончил физико-математический факультет Днепропетровского университета. В 1938—1941 годах находился на педагогической работе: работал учителем, заведующим учебной части, директором средней школы в Днепропетровске.
Член ВКП(б) с 1940 года
Участник Великой Отечественной войны с апреля 1942 года. Начальник артиллерии 661 стрелкового полка, 200-й стрелковой дивизии, майор. Воевал на Юго-Западном, Северо-Западном, 2-м Прибалтийском фронтах. В августе 1944 года был ранен, находился на лечении.
С 1945 года работал заместителем заведующего, затем заведующим отделом народного образования исполнительного комитета Днепропетровского городского совета депутатов. С 1948 года — второй, первый секретарь Октябрьского районного комитета КП(б) Украины города Днепропетровска[уточнить], заведующий отделом партийных, профсоюзных и комсомольских органов Днепропетровского областного комитета КП(б) Украины, с 1954 года — секретарь, с 1955 года — второй секретарь Днепропетровского областного комитета КП Украины.
- 1959—1963 гг. — первый секретарь Хмельницкого областного комитета КП Украины,
- 1963—1964 гг. — первый секретарь Днепропетровского сельского областного комитета КП Украины,
- 1964—1965 гг. — первый секретарь Черкасского областного комитета КП Украины,
- 1965—1976 гг. — первый секретарь Днепропетровского областного комитета КП Украины.

Пётр Шелест писал в своём дневнике: «В „Соборе“ О. Гончара изображён один руководящий деятель, который считает себя очень „идейным коммунистом“, но своего отца, старого кадрового работника металлургического завода, после выхода на пенсию, чтоб избавиться лишнего тягаря, поместил в дом для людей пожилого возраста. Все факты совпадают: действие происходит в Днепропетровской области. Родной отец Ватченко находится в доме престарелых. Ватченко грубый, некультурный, кажется, что он ненавидит всё человечество» .
С 1976 по 1984 годы — председатель Президиума Верховного Совета Украинской ССР, одновременно по должности избран заместителем Председателя Президиума Верховного Совета СССР.
Член ЦК КПСС (1966—1984), кандидат в члены ЦК КПСС в (1961—1966). Член ЦК КПУ (1960—1984), член Политбюро ЦК КПУ (1966—1984).
Депутат Совета Союза Верховного Совета СССР 6-11-го созывов (1962—1984) от Днепропетровской области.
Похоронен в Киеве на Байковом кладбище.
Его сестра, Агриппина Федосеевна Ватченко, была директором Днепропетровского исторического музея, лауреатом Шевченковской премии.

## Награды и звания
- Герой Социалистического Труда (8 декабря 1973 года)
- семь орденов Ленина (26.02.1958, 24.02.1964, 22.03.1966, 23.07.1969, 08.12.1973, 22.12.1977, 24.02.1984)
- орден Октябрьской Революции (09.09.1971)
- два ордена Красного Знамени (10.08.1944, 22.08.1944)
- орден Александра Невского (15.11.1942).